# Спрямований вибух
Вибух спрямований (рос. взрыв направленный, англ. pin-point blast(ing); нім. gerichtete Explosion) — метод висаджування на викид, що забезпечує переміщення підірваної маси в заданому напрямку. Застосовується для утворення перемичок, накидних гребель, розрізних траншей. Кількісно В.с. характеризується коеф. спрямованості викиду, який є відношенням об'єму породи, переміщеної в заданому напрямі, до всього викиненого вибухом об'єму. За оптимальних умов коеф. спрямованості викиду може досягати 0,9. Функціонально розрізняють В.с. на викид (коли центр маси об'єму, що висаджується, знаходиться нижче за центр маси цього ж об'єму г.п. після її падіння на вільну поверхню) і В.с. на скидання (при зворотному розташуванні цих центрів маси).